# 慕容相
慕容相（？—763年），字千寻，唐朝吐谷浑人。妻子河南穆氏，第四子慕容环。
慕容相是慕容宣超和姑臧县主的儿子，慕容忠和金城县主李季英之孙，诺曷钵和弘化公主之曾孙。慕容曦光、慕容曦皓的兄弟。
慕容相以一子出身，历任太仆少卿。安禄山叛乱，慕容相脱去朝服，率领本部东讨。唐肃宗以他的功劳，厚遇对待。广德元年得病，在原州去世。唐代宗下诏俾羽葆，葬国城西南隅义阳乡南姜里，赠扬州大都督。